# Franse overzeese departementen en regio's
Er zijn vijf Franse overzeese gebieden waarin het recht van metropolitaans Frankrijk op grond van artikel 73 van de Franse grondwet in beginsel integraal van toepassing is:
- Guadeloupe, in de Caribische Zee, met een aantal eilanden van de Franse Antillen;
- Frans-Guyana, in Zuid-Amerika, ingeklemd tussen Suriname en Brazilië;
- Martinique, eveneens in de Caribische Zee, ook een eiland van de Franse Antillen;
- Mayotte, in de Indische Oceaan, ten westen van Madagaskar;
- Réunion, in de Indische Oceaan, ten oosten van Madagaskar.

Guadeloupe en Réunion kennen ieder twee aparte decentrale overheden: een overzees departement (département d'outre-mer (DOM)) en een overzeese regio (région d'outre-mer (ROM)). Mayotte is alleen een overzees departement dat tevens de bevoegdheden heeft van een overzeese regio. Frans-Guyana en Martinique zijn sinds december 2015 collectivités territoriales uniques. Dit overheidslichaam heeft zowel de bevoegdheden van een overzees departement als een overzeese regio. 
Deze gebieden hebben binnen de Europese Unie de status van ultraperifere regio. De munteenheid van deze gebieden is gelijk aan die van Frankrijk zelf en is daardoor dus sinds 2002 de euro. Op de eurobiljetten worden deze departementen weergegeven in de vakjes rechts van de woorden EURO/ΕΥΡΩ.
De nummers van de gebieden en hun vertegenwoordiging in het Franse parlement:
| Nummer | Gebied       | Continent     | ISO 3166-2-code | Vertegenwoordiging                        |
| ------ | ------------ | ------------- | --------------- | ----------------------------------------- |
| 971    | Guadeloupe   | Noord-Amerika | FR-GP           | sinds 1946, 4 afgevaardigden, 2 senatoren |
| 972    | Martinique   | Noord-Amerika | FR-MQ           | sinds 1946, 4 afgevaardigden, 2 senatoren |
| 973    | Frans-Guyana | Zuid-Amerika  | FR-GF           | sinds 1946, 2 afgevaardigden, 2 senatoren |
| 974    | Réunion      | Afrika        | FR-RE           | sinds 1946, 5 afgevaardigden, 3 senatoren |
| 976    | Mayotte      | Afrika        | FR-YT           | sinds 2011, 2 afgevaardigden, 2 senatoren |

## Ten tijde van Napoleon
Van 1798 tot 1802 waren er drie Franse departementen in Griekenland. De drie departementen waren:
- Corcyre (prefectuur: Korfoe, op het gelijknamige eiland);
- Ithaque (prefectuur: Argostoli,op het eiland Kefalonia);
- Mer-Égée (prefectuur: Zakynthos, op het gelijknamige eiland).